# Liedekerke
Liedekerke – miejscowość i gmina (gemeente) w Belgii, w Regionie Flamandzkim, w prowincji Brabancja Flamandzka, w okręgu Halle-Vilvoorde. 1 stycznia 2024 roku liczyła 14 013 mieszkańców.

## Demografia
- Źródła: NIS, od 1806 do 1981= według spisu; od 1990 liczba ludności w dniu 1 stycznia

1 stycznia 2024 całkowita populacja Liedekerke liczyła 14 013 osób. Łączna powierzchnia gminy wynosi 10,13  km², co daje gęstość zaludnienia 1377 mieszkańców na km².

## Podział administracyjny
W skład gminy nie wchodzi żadna dzielnica (deelgemeente).

## Współpraca
Miejscowość partnerska:
- Steinfurt, Niemcy

## Transport
W gminie znajduje się stacja kolejowa Liedekerke.